# Saltholm
Saltholm ("Zouteiland") is een Deens eiland in de Sont, op 5 kilometer ten oosten van Amager. De Sontverbinding ligt net ten zuidwesten van het eiland, bij het kunstmatige Peberholm ("Pepereiland"). Saltholm is sinds 1874 in eigendom van een vereniging, de Saltholmsejerlauget. In 1983 werd het, samen met het gebied eromheen, een natuurreservaat.
Het eiland telde in 2012 maar 2 inwoners.
Het eiland is 7 kilometer lang en 3 kilometer breed en is zeer vlak, het hoogste punt ligt 3 meter boven de zeespiegel. Omdat het vlak is, vrijwel onbebost en de lagergelegen schorren bovendien bij een storm overstromen, werd het eiland sinds de middeleeuwen voornamelijk als graasgebied gebruikt voor koeien.
De flora omvat onder andere Iris spuria, bilzekruid (Hyoscyamus niger), hartgespan (Leonurus cardiaca) en een zeldzame soort scheve hoornbloem (Cerastium diffusum ssp. subtetrandrum). 